# Supercar Street Challenge
Supercar Street Challenge es un videojuego de carreras desarrollado por Exakt Entertainment y publicado por Activision para PlayStation 2 y Windows.

## Jugabilidad
En este juego, el jugador tiene el poder de diseñar, construir y competir con el auto de sus sueños. Pueden elegir su automóvil desde el Saleen S7 hasta el Lotus Concept Vehicle M220 y el Callaway C12; personalizar su propio vehículo en Steve Saleen Styling Studio; y corre por los entornos de Londres, París, Mónaco, Los Ángeles, Múnich, Roma y Turín.

## Recepción
La versión de PlayStation 2 recibió críticas "mixtas", mientras que la versión para PC recibió "críticas generalmente desfavorables", según el sitio web agregación de reseñas Metacritic. Scott Steinberg de Next Generation dijo que la versión de consola anterior tenía "emociones automotrices estándar con un toque ligeramente divertido: opciones de diseño de vehículos". En Japón, donde dicha versión de consola fue portada y publicada por Success el 21 de noviembre de 2002, Famitsu le dio una puntuación de 26 sobre 40.